# Зармсторф
Зармсторф (њем. Sarmstorf) општина је у њемачкој савезној држави Мекленбург-Западна Померанија. Једно је од 62 општинска средишта округа Гистров. Према процјени из 2010. у општини је живјело 533 становника. Посједује регионалну шифру (AGS) 13053080.

## Географски и демографски подаци
Зармсторф се налази у савезној држави Мекленбург-Западна Померанија у округу Гистров. Општина се налази на надморској висини од 31 метра. Површина општине износи 11,0 km². У самом мјесту је, према процјени из 2010. године, живјело 533 становника. Просјечна густина становништва износи 49 становника/km².